# Basse-Banio
Basse-Banio är ett departement i Gabon. Det ligger i provinsen Nyanga, i den södra delen av landet, 400 km söder om huvudstaden Libreville. Antalet invånare är 7 192.